# Намирско нанадметање на штулама
Намирско нанадметање на штулама је 600-годишња традиција града Намира у Белгији, у којој се костимирани људи на штулама надмећу.
Ходачи на штулама су подељени у два тима :
- "Меланси" се такмиче на жутим и црним штулама. Они представљају стари град
- "Авреси" се такмиче на црвено-белим штулама. Они представљају нови град и предграђе

Оба тима користе штуле, врсту штула развијену у Намиру.
Циљ такмичара је да обори све такмичаре из другог тима (Пали ходач на штулама не може да се врати на своје штуле).
Унеско је 16. децембра 2021. године званично регистровао Намирску традицију борбе на штулама на листу нематеријалног културног наслеђа човечанства .

## Историја
Забрана од 8. децембра 1411. је најранији званични документ који документује надметање на штулама у Намиру. Господар Намира је забранио ову праксу особама старијим од 13 година.
Током векова, надметање на штулама било је у центру великих популарних фестивала у Намиру. Велика надметања на карневалу (17. и 18. век) могла су да окупе до 2000 такмичара на штулама.
Надметање на штулама је такође био поклон добродошлице који су становници Намура понудили угледним посетиоцима. Ово објашњава зашто су велика имена у историји присуствовала надметању на штулама у Намиру, укључујући:
- Филип Добри (1439)
- Карло V, цар Светог римског царства и краљ Шпаније (1515, 1531)
- ШпанскиФилип II (1549)
- Луј XIV од Француске (1693)
- Петар Велики из Русије (1717)
- Наполеон Бонапарта (1803)
- Краљеви Белгијанци Леополд III, Бодуен, Алберт II и Филип од Белгије.

## Намир надметачи на штулама данас
У Намиру се још увек практикује надметање на штулама.
Такмичари, названи "Les Echasseurs Namurois" (буквално "џоутерс Намира") део су свих главних фестивала у Намиру. Такмичење на златним штулама је најважније у години. Одржава се треће недеље септембра поводом Фестивала Валоније. 6.000 до 8.000 људи окупило се испред катедрале да подрже педесетак учесника на штулама.

## Признања
2004: Признато као нематеријално наслеђе Валонско-Бриселске федерације („Ремек дело усменог и нематеријалног наслеђа француске заједнице“) 
2016: Валонски официр за заслуге 
2021: Намирско такмичење на штулама уписано на Унескову Репрезентативну листу нематеријалног културног наслеђа човечанства.